# Jules-Henry Vachot
Jules-Henry Vachot (1817 – Parijs, maart 1884) was een Franse operazanger, theaterdirecteur en toneelschrijver.

## Biografie
Vachot was directeur van het Theater van Versailles van 1850 tot 1856. In 1859 had hij dezelfde functie aan het theater van Rouen en van 1862 tot 1865 ook aan het theater van Gent. Tussen 1865 en 1867 had hij de leiding in handen van het theater van Rijsel, waarna hij naar Algiers trok om daar het lokale theater te leiden van 1867 tot 1868.
Van 1869 tot 1872 was Vachot benoemd als directeur van de Koninklijke Muntschouwburg te Brussel. Onder zijn leiding vonden er twee Franstalige premières plaats van werken van Richard Wagner, namelijk Lohengrin in 1870 en De Vliegende Hollander in 1872.
In 1872 stond Vachot opnieuw aan het hoofd van het theater van Gent, waar hij tot 1874 bleef. Daarna ruilde hij Gent voor Lyon in, waar hij het lokale theater bestuurde van 1880 tot 1881.

## Oeuvre
Vachot schreef twee mémoires en een komedie :
- Améliorations à obtenir dans l'exploitation théâtrale en France, Versailles, 1854 (Lees online).
- Nouveau projet de réorganisation théâtrale, Rouen, 1859 (Lees online).
- Le Pari de Chalamel et Cie, komedie in 1 akte (Parijs, Théâtre des Folies-Dramatiques, 1 oktober 1877).